# Giovanni Maria Mariani
Giovanni Maria Mariani (Ascoli Piceno, ... – XVI secolo) è stato un artista italiano.

## Biografia e produzione artistica
Nacque probabilmente prima del 1650 e fu allievo di Valerio Castello. Apprezzato pittore di ornato, lavorò a Genova, dove insieme al Castello e altri partecipò alle decorazioni del Palazzo Balbi, e poi a Roma, dove dipinse un Battesimo di San Giacomo per l'oratorio di San Giacomo, ed infine a Firenze.